# Crow
Los crow, llamados en su propia lengua apsaróka o apsálooke, son una tribu indígena de Estados Unidos, cuyo territorio histórico corresponde al valle del río Yellowstone. En la actualidad, los crow habitan en una "reserva india" al sur de Billings, estado de Montana. El principal poblado de este pueblo se localiza en Crow Agency.

## Historia
El nombre nativo de la tribu, apsálooke, ha sido traducido al inglés como pueblo de los cuervos (de donde se le conoce en muchas lenguas como crow, palabra inglesa equivalente al español cuervo). En la actualidad también es traducido como hijos del ave de pico largo, nombre dado a ellos por la tribu hidatsa, emparentada con los Crow.
Los primeros encuentros entre los crow y los europeos tuvieron lugar en 1743, año en que se encontró la tribu con dos franceses de apellido La Verendryes, provenientes del Canadá, cerca del pueblo de Hardin, en Montana. Estos exploradores denominaron a los crow como beaux hommes, "hombres guapos". Los crow llamaron a los europeos baashchíile, "personas de ojos amarillos."
Algunos investigadores han propuesto que el lugar de origen ancestral de las tribus crow e hidatsa se localizaba cerca del alto río Misisipi, en Minnesota o Wisconsin. A partir de ese punto se habrían movido hacia el lago del Diablo, en Dakota del Norte ,antes de separarse de los hidatsa y dirigirse hacia el occidente. Una vez establecidos en Montana y el centro y noroeste de Wyoming, un pequeño grupo indios al mando de Dahpitsé-dasadhítsidetsh (Oso Que Tiene Siempre Mal Corazón) se les unió y algunos piensan que este grupo fue el núcleo de la división de los Crow del Río. Ningún grupo cruzó el río excepto para atacar sus verdaderos enemigos, los sioux, quienes junto a otras tribus enemigas rodeaban a los crows. Se cree que si el hombre blanco no hubiese llegado a estas tierras los crow hubiesen sido vencidos por los sioux ya que eran más numerosos. Sin embargo, esta tribu se alió varias veces con el hombre blanco para luchar contra otras tribus enemigas.